# Ortopné
Andnöd som uppträder när man lägger sig platt på rygg. Detta gör att man tvingas sova halvsittande eller sittande på en stol. Ortopné orsakas vanligen av hjärtsvikt.